# Mogens Berendt
Mogens Berendt (11. april 1944 – 23. juli 2014) var en dansk journalist, forfatter og studievært på TV-Avisen. Han blev født i Køge Sogn, voksede op i Vallø på Stevns som søn af den lokale købmand og indledte sit arbejdsliv som traktorfører. Efter en prøvetid som helt ung journalist, kom han som 17-årig til USA og arbejdede bl.a. på New York Times og magasinet Time. Berendt udgav efterfølgende bogen Pax Americana, der analyserede problemerne i det amerikanske samfund.
I 1980’erne vendte han tilbage til Danmark og blev journalist på Weekendavisen. I denne periode udgav han den samfundskritiske bog Tilfældet Sverige (1983) der var en gennemgribende kritik af den svenske samfundsmodel. Bogen vakte stor opmærksomhed på begge sider af Øresund.
Berendt fik herefter job som studievært på DR og fortsatte sin kritiske journalistik på fjernsynsmediet. 
Efter en del rejser i udlandet, bl.a. til Indien, blev han optaget som medlem i Eventyrernes Klub.